# Tengeri
Tengeri è un comune dell'Ungheria di 58 abitanti (dati 2008) situato nella contea di Baranya, regione Transdanubio Meridionale